# Lista de peixes marinhos introduzidos no Brasil
| Ordem             | Família        | Espécie                | Nome em Inglês                             | Nome Local                     | Local de Origem              | Primeira aparição          | Foto |
| ----------------- | -------------- | ---------------------- | ------------------------------------------ | ------------------------------ | ---------------------------- | -------------------------- | ---- |
| Perciformes       | Acanthuridae   | Acanthurus monroviae   | Monrovia doctorfish or West African tang   | Peixe cirurgião africano       | Atlântico Norte, Macaronésia | Laje de Santos, SP         |      |
| Perciformes       | Eleotridae     | Butis koilomatodon     | Mud sleeper                                | Gobio                          | Indo-Pacífico                | Mucuri, BA                 |      |
| Perciformes       | Serranidae     | Cephalopholis taeniops | African hind or West African coral grouper | Garoupa de Cabo Verde          | Atlântico Norte, Macaronésia | Ilhas Cagarras, RJ         |      |
| Perciformes       | Pomacentridae  | Chromis limbata        | Azores chromis                             | Donzela dos Açores             | Atlântico Norte, Macaronésia | Ilha do Campeche, SC       |      |
| Perciformes       | Chaetodontidae | Heniochus acuminatus   | Pennant coralfish                          | Peixe borboleta bandeira       | Indo-Pacífico                | Armação dos Búzios, RJ     |      |
| Perciformes       | Blennidae      | Omobranchus punctatus  | Muzzled blenny                             | Blênio ou Maria da Toca        | Indo-Pacífico                | Baía da Ilha Grande, RJ    |      |
| Batrachoidiformes | Batrachoididae | Opsanus beta           | Gulf toadfish                              | ---                            | Mar do Caribe                | Estado de São Paulo, SP    |      |
| Perciformes       | Pomacanthidae  | Pomacanthus maculosus  | Yellowbar angelfish                        | Peixe anjo do Mar Vermelho     | Mar Vermelho                 | Sudeste do país,Paraná. PR |      |
| Scorpaeniformes   | Scorpaenidae   | Pterois volitans       | Red lionfish                               | Peixe leão                     | Indo-Pacífico                | Arraial do Cabo, RJ        |      |
| Carcharhiniformes | Carcharhinidae | Triaenodon obesus      | Whitetip reef shark                        | Tubarão galha branca de recife | Indo-Pacífico                | Costa paranaense, PR       |      |